# جوليا آن
جوليا آن (بالإنجليزية: Julia Ann)‏ ولدت في يوم 8 أكتوبر 1969 في غلينديل، كاليفورنيا في الولايات المتحدة. هي ممثلة إباحية وستريبر.

## روابط خارجية
- جوليا آن على موقع IMDb (الإنجليزية)
- جوليا آن على موقع روتن توميتوز (الإنجليزية)
- جوليا آن على موقع ألو سيني (الفرنسية)
- جوليا آن على موقع أول موفي (الإنجليزية)
- جوليا آن على موقع قاعدة بيانات الفيلم (الإنجليزية)
- جوليا آن على موقع ليتربوكسد (الإنجليزية)
- جوليا آن على موقع كينوبويسك (الروسية)